# Elecciones presidenciales de Colombia de 1926
En 1926 se efectuó en Colombia la elección del presidente de la República para el periodo 1926-1930.

## Candidatos
El hegemónico Partido Conservador se encontraba dividido con miras a las elecciones de 1926, en las que ya tenía asegurado el triunfo por la decisión de los liberales de abstenerse de participar, luego de las sospechas de fraude en la elección anterior que llevó a la presidencia a Pedro Nel Ospina.
De una parte se encontraba el dirigente tolimense Miguel Abadía Méndez, ministro de la mayoría de gobiernos conservadores desde Marroquín hasta Ospina; y de otra, el veterano general Alfredo Vázquez Cobo.
Ambos contaban con respaldos significativos de los parlamentarios y líderes nacionales y regionales del partido, y la disputa se veía muy pareja; si bien se podía permitir la postulación de ambos, esto le daría posibilidades al liberalismo triunfar ante un conservatismo dividido, o por lo menos, de tratar de negociar su respaldo, lo que terminaría debilitando al Partido Conservador. Se decidió entonces designar al Arzobispo de Bogotá Bernardo Herrera Restrepo como árbitro, comprometiéndose los dos candidatos a acatar la decisión del prelado, como ya se había hecho en anteriores oportunidades. Luego de varias semanas, el arzobispo reunió a los dos dirigentes en su residencia y designó a Abadía como candidato, prometiendo su intercesión al general Vásquez para que fuera el candidato en las elecciones presidenciales de 1930.

## Resultados
| Candidato a presidente | Partido o movimiento | Votos   |
| ---------------------- | -------------------- | ------- |
| Miguel Abadía Méndez   | Conservador          | 370.493 |
| Otros votos            | Otros votos          | 431     |
| Total                  | Total                | 370.924 |